# Mezquita de Ibrahim Al Ibrahim

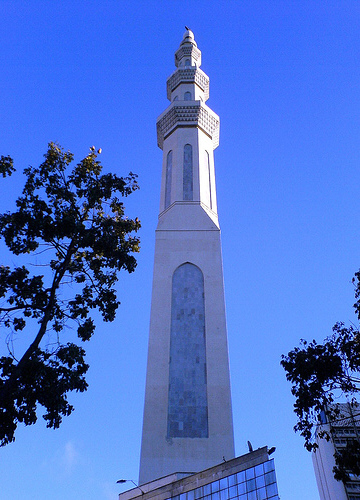
Minarete de la mezquita.

La Mezquita Ibrahim Bin Abdul Aziz Al Ibrahim (en árabe: المسجد إبراهيم بن عبد العزيز آل إبراهيم‎) o Mezquita de Caracas es un templo islámico ubicado en la parroquia La Candelaria de Caracas. Es la segunda mezquita más grande de América del Sur, superada por el Centro Cultural Islámico Rey Fahd en el año 2000 ubicada en Buenos Aires, Argentina. La mezquita posee el minarete más alto del Hemisferio Occidental.

## Descripción

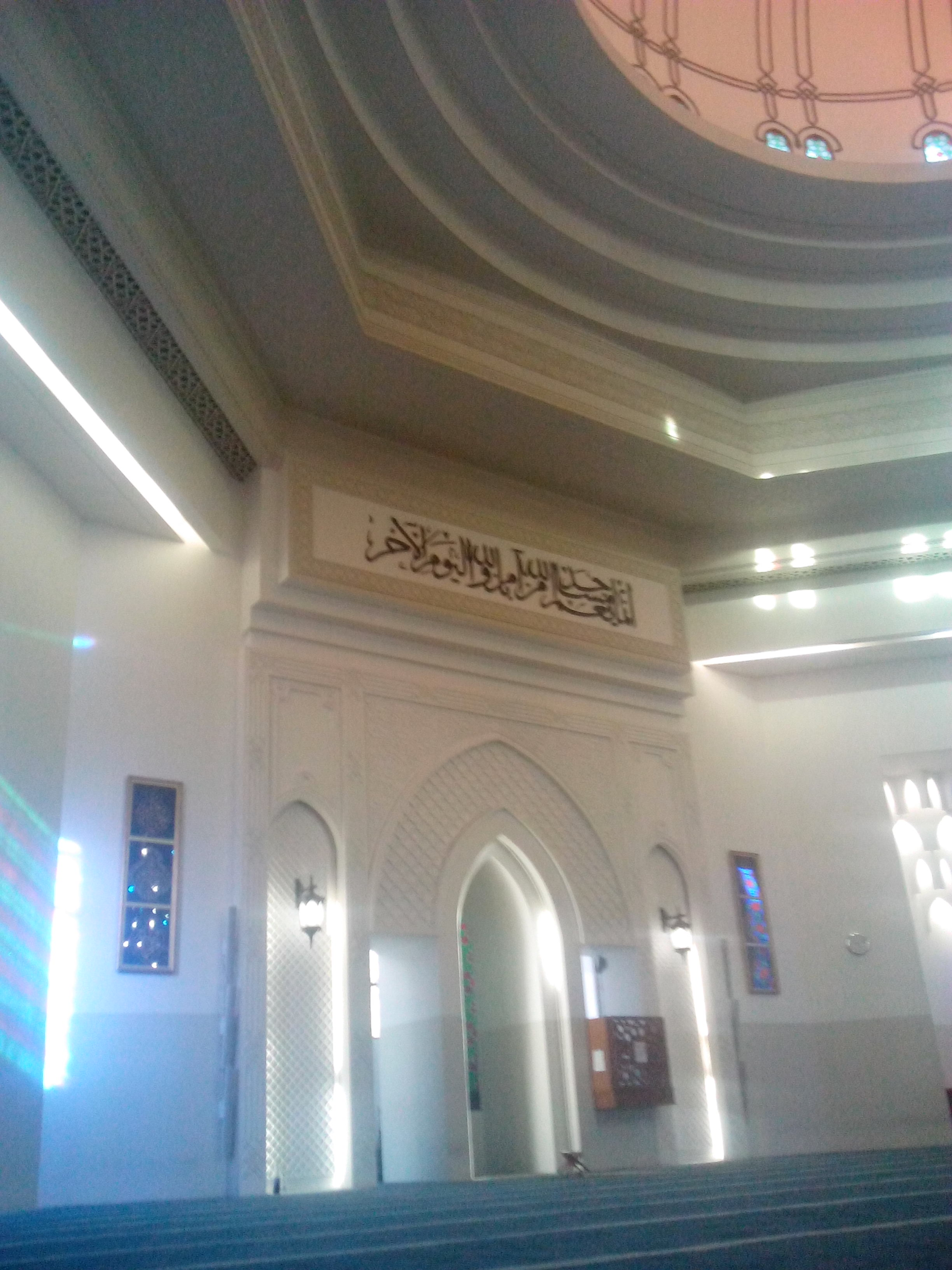
Detalle interno Mezquita Caracas

La mezquita Ibrahim Al Ibrahim se comenzó a construir en 1989 bajo los auspicios del jeque Ibrahim Bin Abdulaziz, y durante el mandato del presidente venezolano Carlos Andrés Pérez. El arquitecto al que le fue encargada la obra fue el saudí Zuhair Fayez. Esta mezquita ocupa un área de construcción de 5000 m²; su minarete, con una altura de 113 m es el más alto de Latinoamérica. En la parte interna la cúpula posee una altura de 23 m. Fue concluida e inaugurada el 22 de abril de 1993 y desde entonces ha estado abierta para fieles y visitantes. Tiene capacidad para albergar unas 3500 personas; una mezzanina es exclusiva para mujeres.
Además posee:
- Una sala con superficie de 1200 m² para fiestas religiosas, conferencias y usos múltiples desde deportivos hasta sociales, tiene canchas de baloncesto, fútbol y voleibol, también dotado de sanitarios para hombres y mujeres.
- Un salón de clase equipado para la enseñanza de la lengua árabe y la religión islámica.
- Un cuarto fúnebre totalmente equipado para lavar a los muertos y prepararlos para el entierro.
- Dos apartamentos.
- Una cocina totalmente equipada con una habitación anexa.
- Cinco oficinas administrativas.
- Una sala para recibir los visitantes.
- Depósitos externos e internos y anexos.
- Estacionamiento con capacidad para 100 autos

En Caracas se calculan que hay más de 50 000 musulmanes, la mayoría de ellos de origen sirio y libanés.